# 欧塞尔
欧塞尔（法語：Auxerre，法語：[osɛʁ] ⓘ），法国中北部城市，勃艮第-弗朗什-孔泰大区约讷省的一个市镇，同时也是该省的省会，下辖欧塞尔区，其市镇面积为49.95平方公里，2022年1月1日时人口数量为35,236人，是该省人口最多的市镇，在法国城市中排名第223位。
欧塞尔位于巴黎与第戎之间的中点位置，约讷河畔，是一个区域性的工商业中心城市，法国A6高速公路由此通过，距离巴黎的公路和铁路旅行时间均在1小时40分钟左右。欧塞尔是法国艺术与历史之城，中世纪时为勃艮第王国的领土，后由法兰西继承，当地有多处历史古迹，其所在区域是勃艮第葡萄酒产区的组成部分。
欧塞尔亦因同名足球俱乐部而闻名，后者曾获得1996年法国足球甲级联赛的总冠军以及4次法国杯的冠军，并多次参与欧洲级别的联赛。

## 地名来源

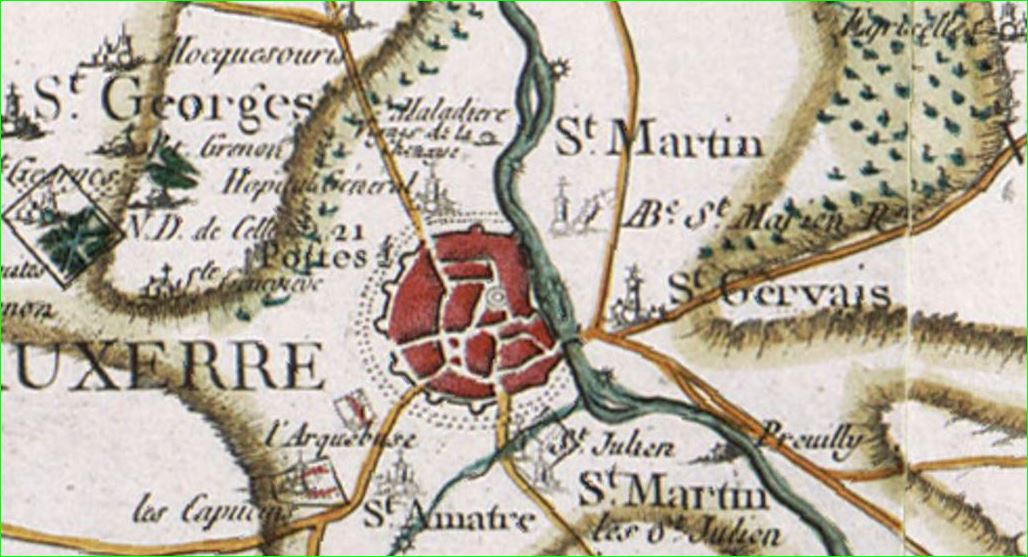
卡西尼地图上的欧塞尔

“欧塞尔”一名来源于其罗马时期的名称，其具体含义尚有待考证。

## 历史
欧塞尔始建于古羅馬时期，公元3世纪时古罗马皇帝戴克里先在约讷河左岸筑城，公元258年，佩勒兰成为欧塞尔的首任主教。4世纪后，随着约讷河航运的发展，欧塞尔成为一个重要的商业港口。5世纪时，日耳曼蛮族与匈人先后入侵此地，欧塞尔第六任主教日耳曼主持修建了位于约讷河右岸的圣达米安和圣科姆修道院，此后又陆续在其教区内修建了9处教堂，由此树立了当地的宗教权威。中世纪中期，勃艮第出现王位继承危机，根据公元1015年的埃里和会，欧塞尔和相邻的桑斯一并被奥特-纪尧姆继承。1477年勃艮第王国灭亡后，欧塞尔成为法兰西王室领土。百年戰爭和法国宗教战争期間，歐塞爾屢次遭受戰火破壞。1567年，新教徒占领欧塞尔，摧毁不少天主教建筑物。法国大革命后，欧塞尔成为约讷省的省会，连接欧塞尔的铁路线与公元19世纪中期建成，市区开始向四周扩张。1930年，欧塞尔火车站进行了重建，成为了当地的标志性建筑。1972年，沃镇整体并入欧塞尔。

## 地理

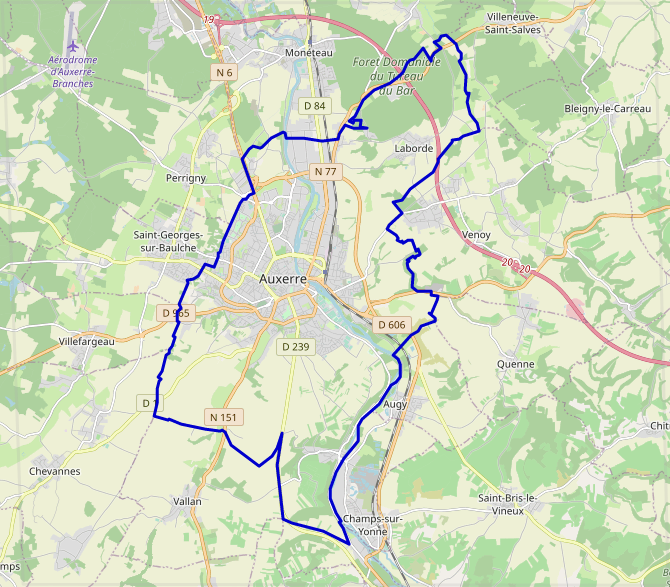
欧塞尔市镇范围地图

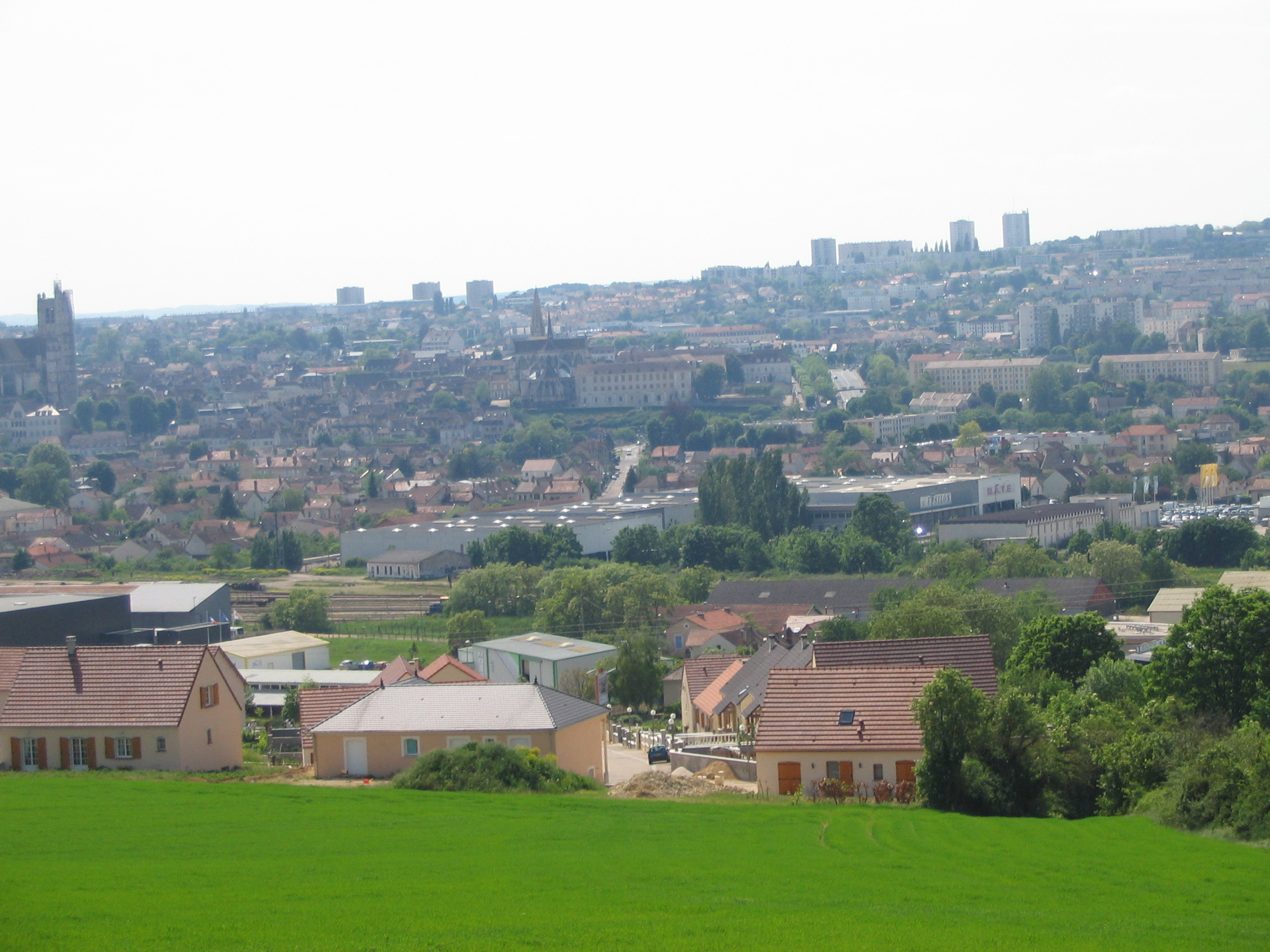
远眺欧塞尔市区

欧塞尔位于法国中北部偏东，勃艮第-弗朗什-孔泰大区西部和约讷省中南部，距离法国首都巴黎大约168公里，距离大区首府第戎大约154公里。与欧塞尔接壤的市镇包括：瑞西、埃科利沃圣卡米耶、欧日、约讷河畔尚、舍瓦讷、莫内托、佩里尼、凯讷、博尔什河畔圣乔治、瓦朗、沃努瓦、维勒法尔若、圣萨尔沃新城。

### 地形
欧塞尔位于莫尔旺山北侧延伸地带，境内以浅丘为主，总体自约讷河畔向东西两侧抬升，市中心地势较为平坦，全境海拔在93到217米之间。

### 水文
约讷河自南向北流经境内，该河是塞纳河左岸最大的支流，其水量超过了塞纳河正源。另有瓦朗溪（ruisseau de Vallan）自西南向东流经欧塞尔境内。

### 植被
欧塞尔属于温带落叶林区，市区内的主要绿地公园包括保罗·贝尔公园（Parc Paul Bert）、达尔尼-朗托姆公共花园（Arboretum Darnus-Rantheaume）等，均常年免费向公众开放。

### 气候
欧塞尔在柯本气候分类法中属于温带海洋性气候，偶尔受到大陆气流影响。
欧塞尔境内设有气象站，以下为该气象站的数据：
| 欧塞尔1981年－2019年 | 欧塞尔1981年－2019年 | 欧塞尔1981年－2019年 | 欧塞尔1981年－2019年 | 欧塞尔1981年－2019年 | 欧塞尔1981年－2019年 | 欧塞尔1981年－2019年 | 欧塞尔1981年－2019年 | 欧塞尔1981年－2019年 | 欧塞尔1981年－2019年 | 欧塞尔1981年－2019年 | 欧塞尔1981年－2019年 | 欧塞尔1981年－2019年 | 欧塞尔1981年－2019年 |
| 月份                 | 1月                  | 2月                  | 3月                  | 4月                  | 5月                  | 6月                  | 7月                  | 8月                  | 9月                  | 10月                 | 11月                 | 12月                 | 全年                 |
| -------------------- | -------------------- | -------------------- | -------------------- | -------------------- | -------------------- | -------------------- | -------------------- | -------------------- | -------------------- | -------------------- | -------------------- | -------------------- | -------------------- |
| 历史最高温 °C（°F）  | 20 (68)              | 23 (73)              | 26.6 (79.9)          | 29.8 (85.6)          | 32.1 (89.8)          | 37.7 (99.9)          | 39.6 (103.3)         | 41.1 (106.0)         | 35.3 (95.5)          | 31.3 (88.3)          | 22.8 (73.0)          | 18.4 (65.1)          | 41.1 (106.0)         |
| 平均高温 °C（°F）    | 6.3 (43.3)           | 7.9 (46.2)           | 12.1 (53.8)          | 15.6 (60.1)          | 19.8 (67.6)          | 23 (73)              | 26 (79)              | 25.8 (78.4)          | 21.4 (70.5)          | 16.6 (61.9)          | 10.2 (50.4)          | 6.7 (44.1)           | 16 (61)              |
| 日均气温 °C（°F）    | 3.5 (38.3)           | 4.4 (39.9)           | 7.7 (45.9)           | 10.5 (50.9)          | 14.5 (58.1)          | 17.6 (63.7)          | 20.2 (68.4)          | 19.9 (67.8)          | 16.2 (61.2)          | 12.4 (54.3)          | 7.1 (44.8)           | 4.1 (39.4)           | 11.5 (52.7)          |
| 平均低温 °C（°F）    | 0.8 (33.4)           | 0.9 (33.6)           | 3.3 (37.9)           | 5.3 (41.5)           | 9.2 (48.6)           | 12.3 (54.1)          | 14.4 (57.9)          | 14.1 (57.4)          | 11 (52)              | 8.2 (46.8)           | 4 (39)               | 1.6 (34.9)           | 7.1 (44.8)           |
| 历史最低温 °C（°F）  | −20.2 (−4.4)         | −18.8 (−1.8)         | −11.6 (11.1)         | −5.2 (22.6)          | −1 (30)              | 0.6 (33.1)           | 5 (41)               | 4 (39)               | 0.5 (32.9)           | −2.9 (26.8)          | −8.8 (16.2)          | −15.1 (4.8)          | −20.2 (−4.4)         |
| 平均降水量 mm（）    | 56.4 (2.22)          | 47.7 (1.88)          | 49.1 (1.93)          | 55.9 (2.20)          | 69.8 (2.75)          | 61.4 (2.42)          | 53.9 (2.12)          | 59.4 (2.34)          | 61.2 (2.41)          | 70.8 (2.79)          | 61.1 (2.41)          | 61.2 (2.41)          | 707.9 (27.87)        |
| 月均日照時數         | 64.4                 | 85.6                 | 139.7                | 175.3                | 200.1                | 215.9                | 233.2                | 224.2                | 176.4                | 118.4                | 64.2                 | 51.4                 | 1,748.8              |
| 来源：infoclimat.fr  |                      |                      |                      |                      |                      |                      |                      |                      |                      |                      |                      |                      |                      |

## 行政区划
欧塞尔是法国勃艮第-弗朗什-孔泰大区约讷省的一个市镇，编号为89024，它也是约讷省的省会。欧塞尔下辖欧塞尔区，管理欧塞尔第一县、第二县、第三县和第四县，同时也是欧塞尔城市圈公共社区的办公驻地。
欧塞尔市镇被划为11个街区，实行街区自治制度。
法国国家统计与经济研究所（简称）在进行数据统计时，将欧塞尔及相邻的另外2个市镇（莫内托和博尔什河畔圣乔治）设为欧塞尔城市核心区，并将包括核心区在内的周边共68个市镇划为欧塞尔城市区。同时，还将欧塞尔市镇分为了19个“块区”（IRIS），以便于统计人口分布情况。

## 交通

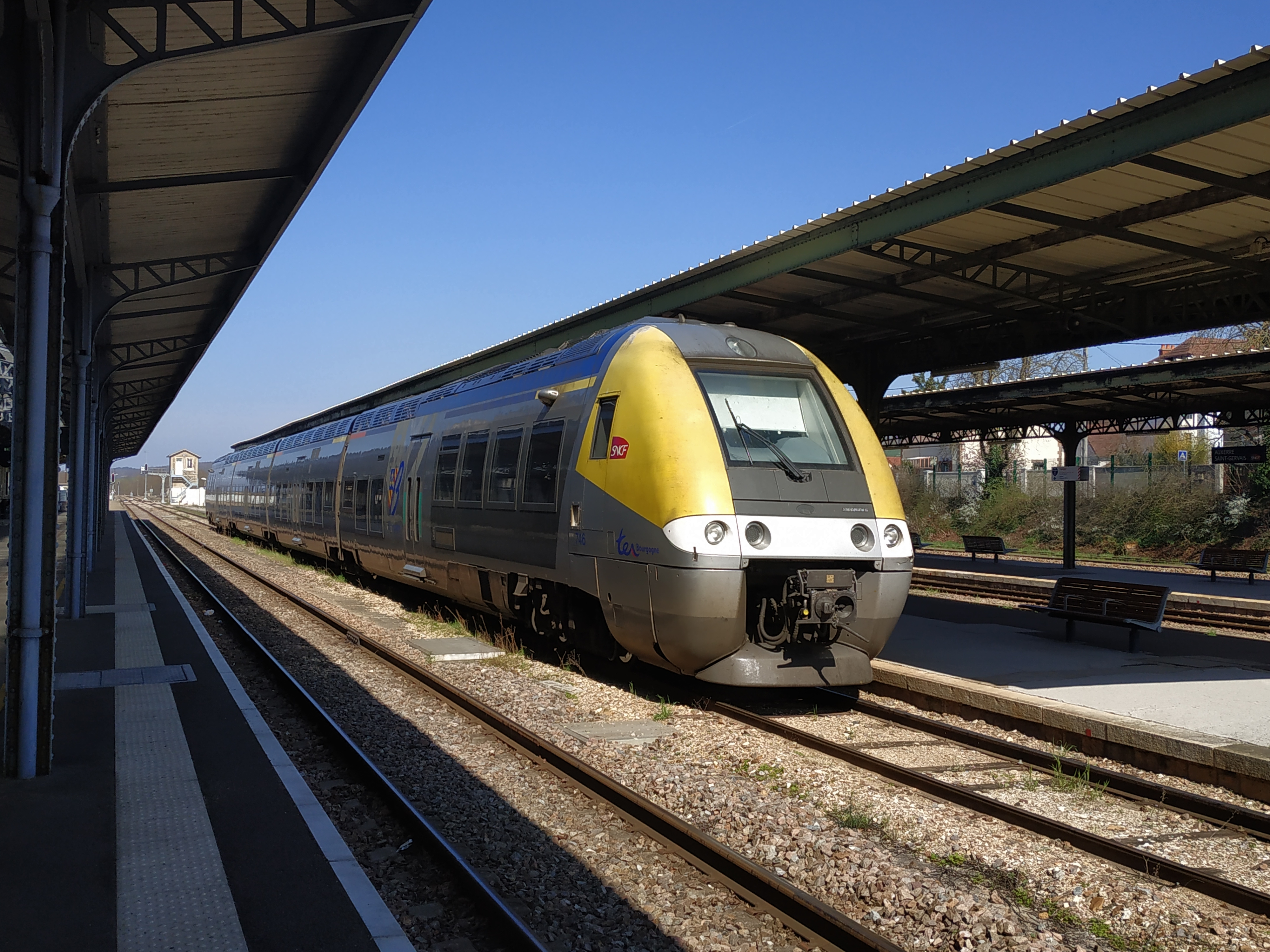
欧塞尔火车站内停靠的一列区域列车

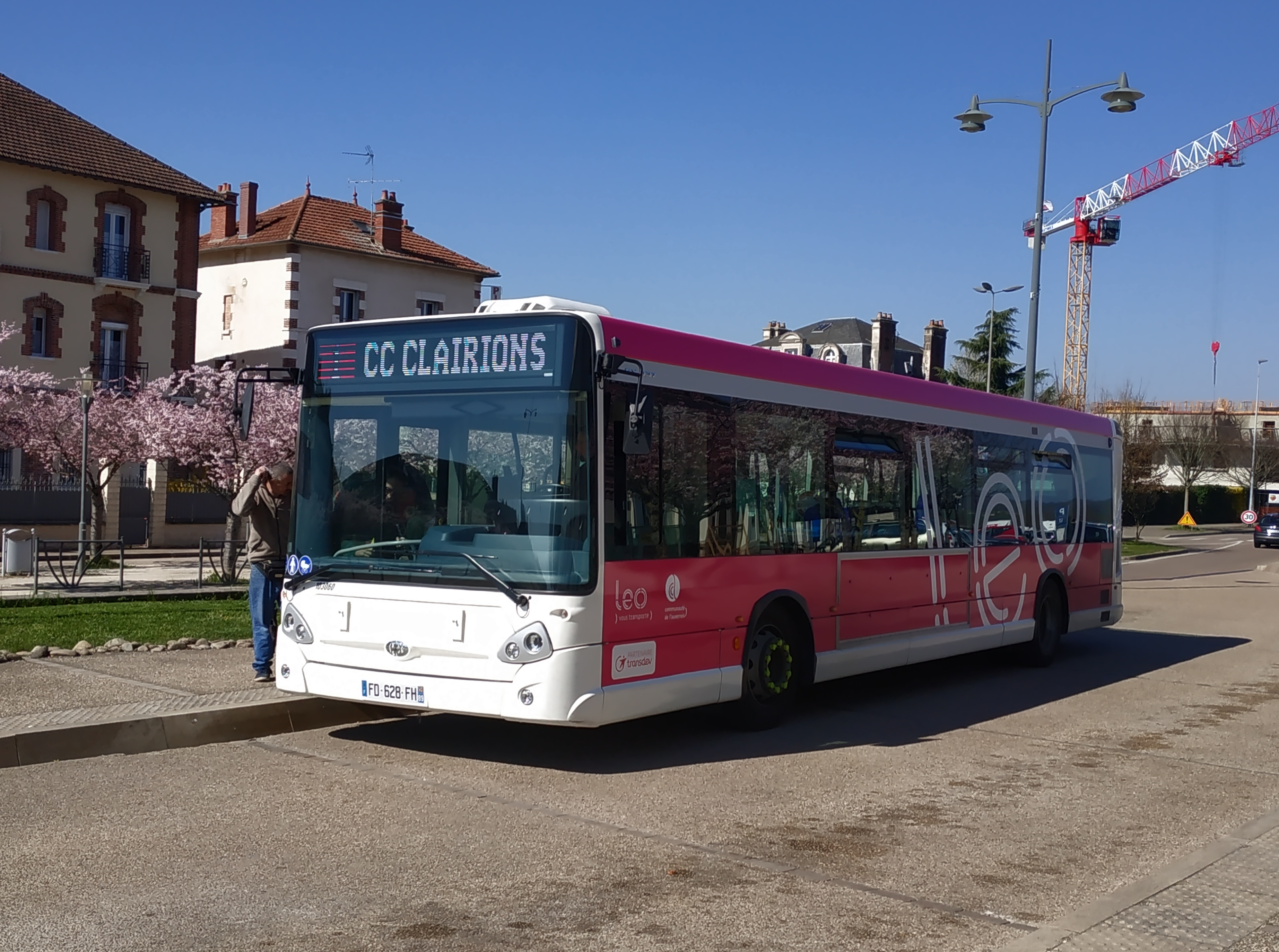
欧塞尔公共汽车

### 公路
法国A6高速公路从欧塞尔附近经过，通过两个出入口连接市区，此外法国国道N6线、N77线和多条约讷省省道在欧塞尔境内交汇，勃艮第-弗朗什-孔泰大区城际客运开行由欧塞尔出发前往桑斯、托内尔、圣弗洛朗坦等地的班车，并有校车线路可前往周边部分市镇。
2017年，64.6%的欧塞尔家庭拥有至少一辆的私人汽车。2018年，欧塞尔境内共发生各类交通事故9起，造成2人遇难，10人受伤。

### 铁路
欧塞尔位于拉罗什-米热讷－科讷铁路上，该铁路北端与巴黎－马赛铁路连通。欧塞尔圣热尔韦站位于市区东部，停靠往返于巴黎和欧塞尔一线的区域列车，少量班次向南延伸至科尔比尼或阿瓦隆。
欧塞尔历史上还有前往日安方向的铁路，已于1954年废弃，欧塞尔市区内的路段被改建成为步行绿道。

### 航空
欧塞尔-布朗什机场位于欧塞尔市区西北8公里处，是一个区域性的机场，用于航空训练、农业生产及紧急救援等。
距离欧塞尔最近的民用航空站为巴黎-奥利机场，距离欧塞尔市中心的公路里程约150公里。

### 城市公共交通
欧塞尔城市公共交通（商业名称为，2018年以前称为）是当地的城市公交系统，截至2020年9月，该系统共包含7条市区公交、1条摆渡公交和5条校车线路，同时还开行定制公交服务，路网覆盖了欧塞尔市区内的主要街区及周边市镇。

## 政治

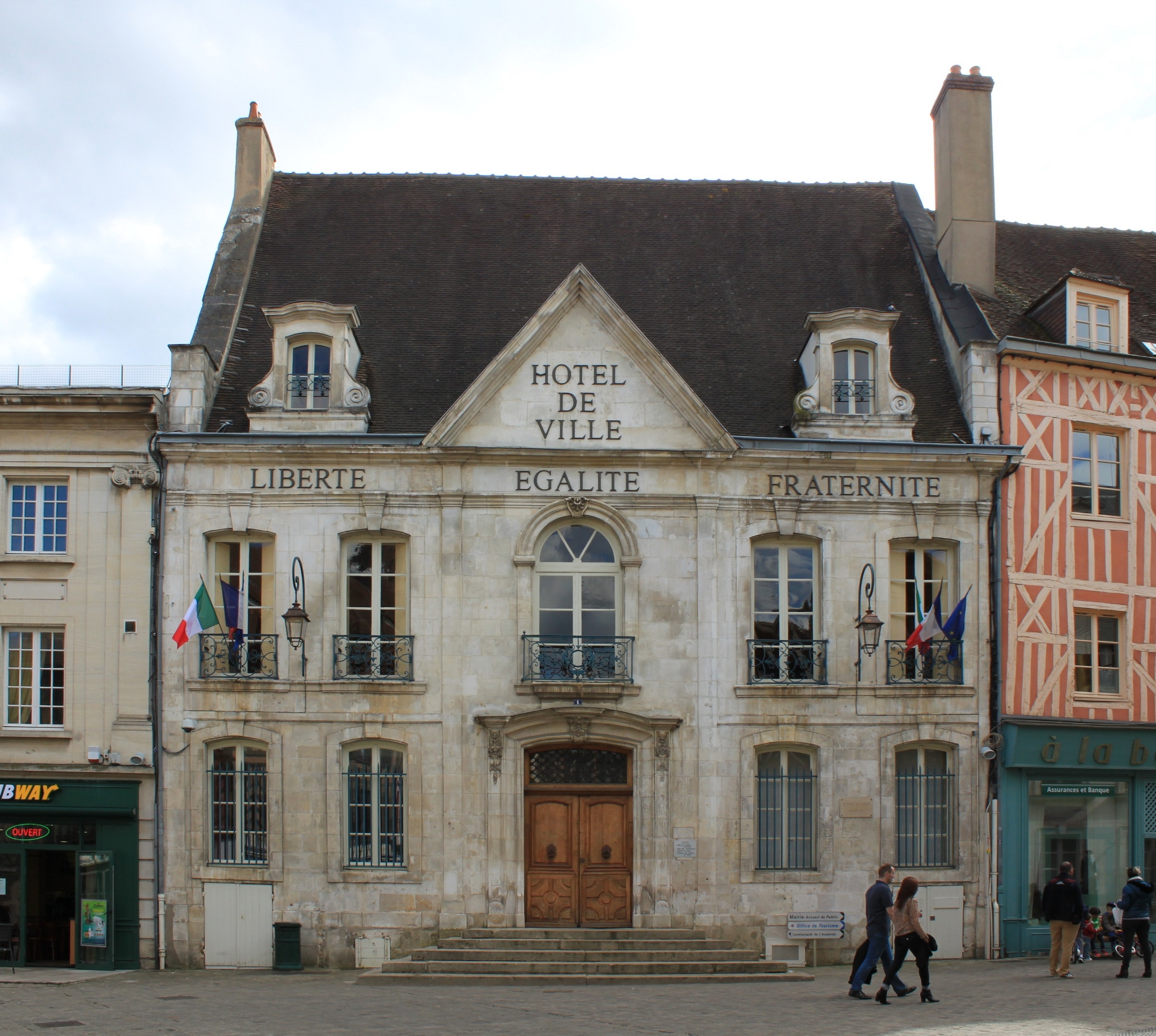
欧塞尔市政厅

欧塞尔的现任市长为克雷桑·马罗先生（Crescent Marault），他是一名右翼无党派人士，在2020年的市政选举中获得了49.02%的支持率。
在2017年的法国总统大选中，法国第25任总统埃马纽埃尔·马克龙在欧塞尔获得了70.08%的支持率。
| 欧塞尔历届市长 |                  |                                              |
| 任期           | 市长             | 党派                                         |
| 1944年－1947年 | 亨利·马尔蒂诺    | 不详                                         |
| 1947年－1971年 | 让·莫罗          | CNIP全国独立人士与农民中心                   |
| 1971年－1998年 | 让-皮埃尔·苏瓦松 | RI独立激进党 →UDF法国民主联盟 →MRD改革者运动 |
| 1998年－2001年 | 让·加尔诺        | RPR保衛共和聯盟                              |
| 2001年－2020年 | 居伊·费雷兹      | PS社会党 →DVC混杂中间派                      |
| 2020年－       | 克雷桑·马罗      | DVD右翼无党派人士                            |

## 人口
2017年，欧塞尔市镇人口数量为34,634，在法国排名第223位。其中男性16,278人，女性18,356人，75岁及以上人口占9.3%，外籍人口数量为9,531人，人口密度为693人/平方公里，当地居民被称为（男性）或（女性）。2018年，欧塞尔境内出生386人，死亡人口433人。
| 年份   | 1936   | 1946   | 1954   | 1962   | 1968   | 1975   | 1982   | 1990   | 1999   | 2006   | 2011   | 2016   | 2017   |
| ------ | ------ | ------ | ------ | ------ | ------ | ------ | ------ | ------ | ------ | ------ | ------ | ------ | ------ |
| 人口數 | 24,282 | 24,052 | 26,583 | 31,178 | 35,784 | 38,342 | 38,741 | 38,819 | 37,790 | 37,419 | 35,534 | 34,846 | 34,634 |

## 经济
欧塞尔是一个区域性的中心城市，约讷省工商会驻地，当地共有各类用人单位5,289家，其中97.01%为中小型企业，平均历史为17年，行政、医疗及社会服务是当地的主要就业岗位类型。

## 财政收入
2018年，欧塞尔的财政收入总额为64,749,900欧元，财政支出总额为59,731,400欧元，当年的债务总额为58,054,600欧元。
2015年，欧塞尔的人均收入总额为2,452欧元，其中高职人员为4,035欧元，普通职员为1,795欧元。
2017年，欧塞尔境内的青壮年（15至64岁）失业率为17.5%，当地39.9%的家庭拥有纳税资格。

## 社会事务

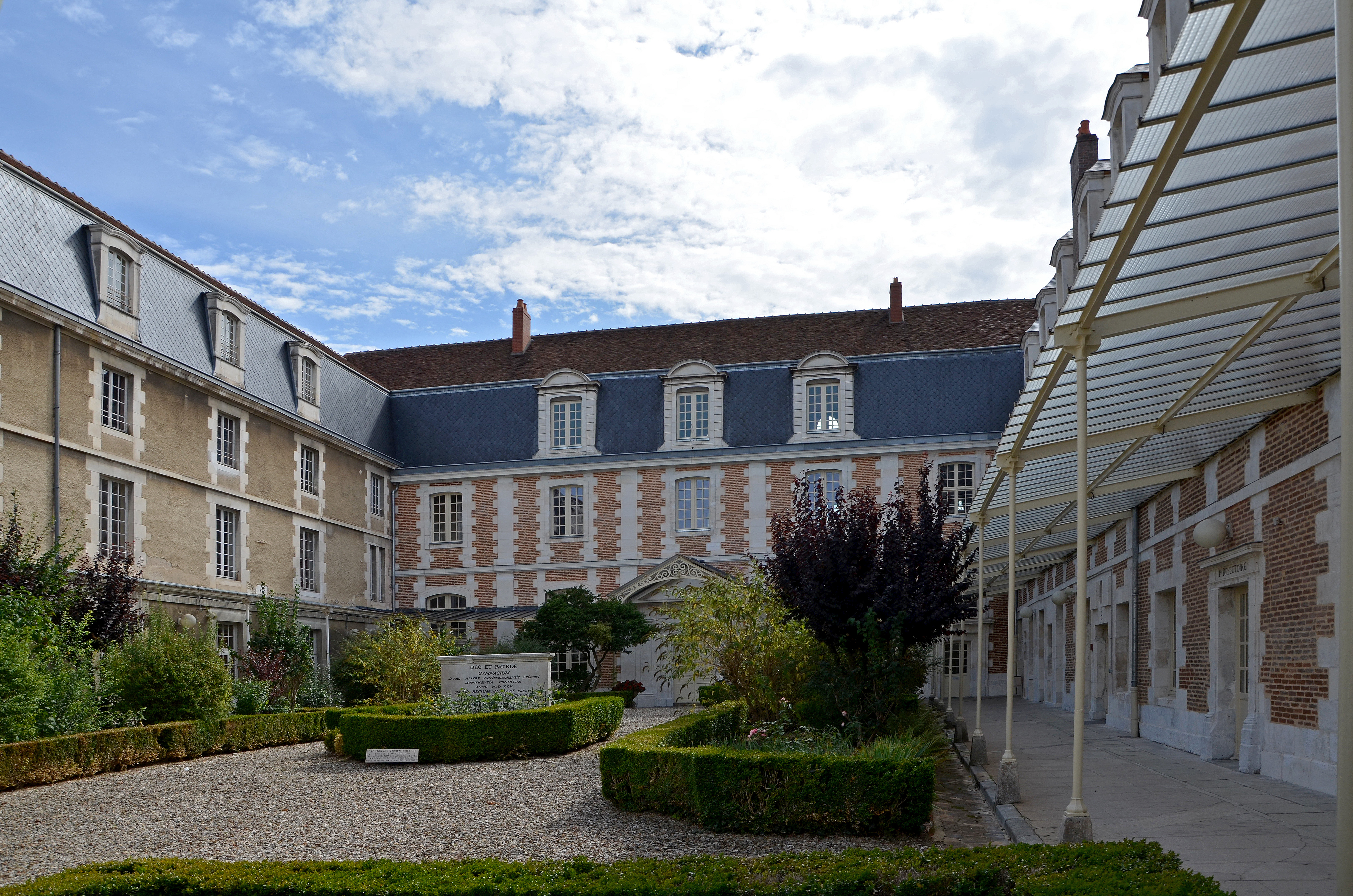
雅克·阿米奥高级中学

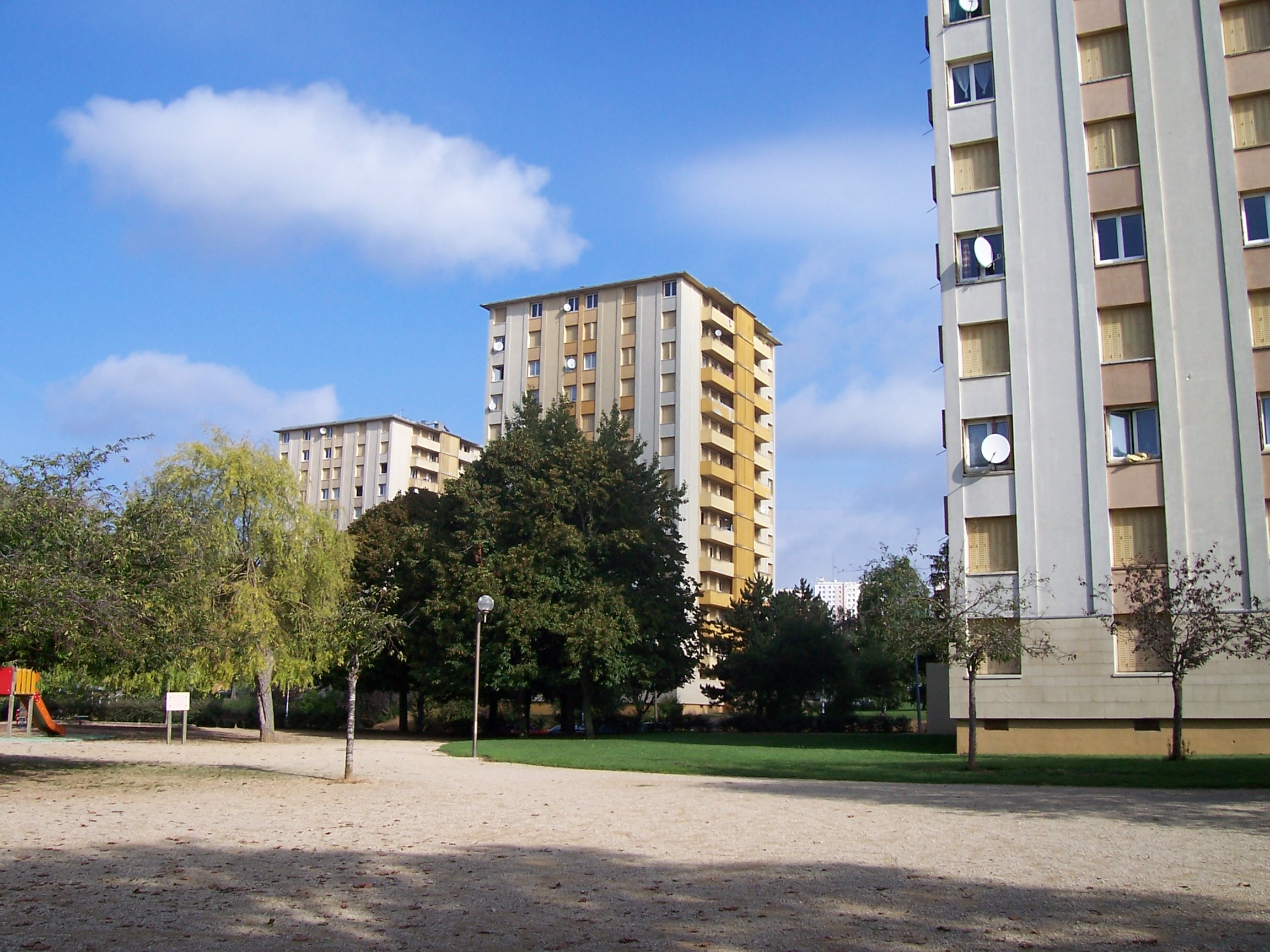
集中式居民区

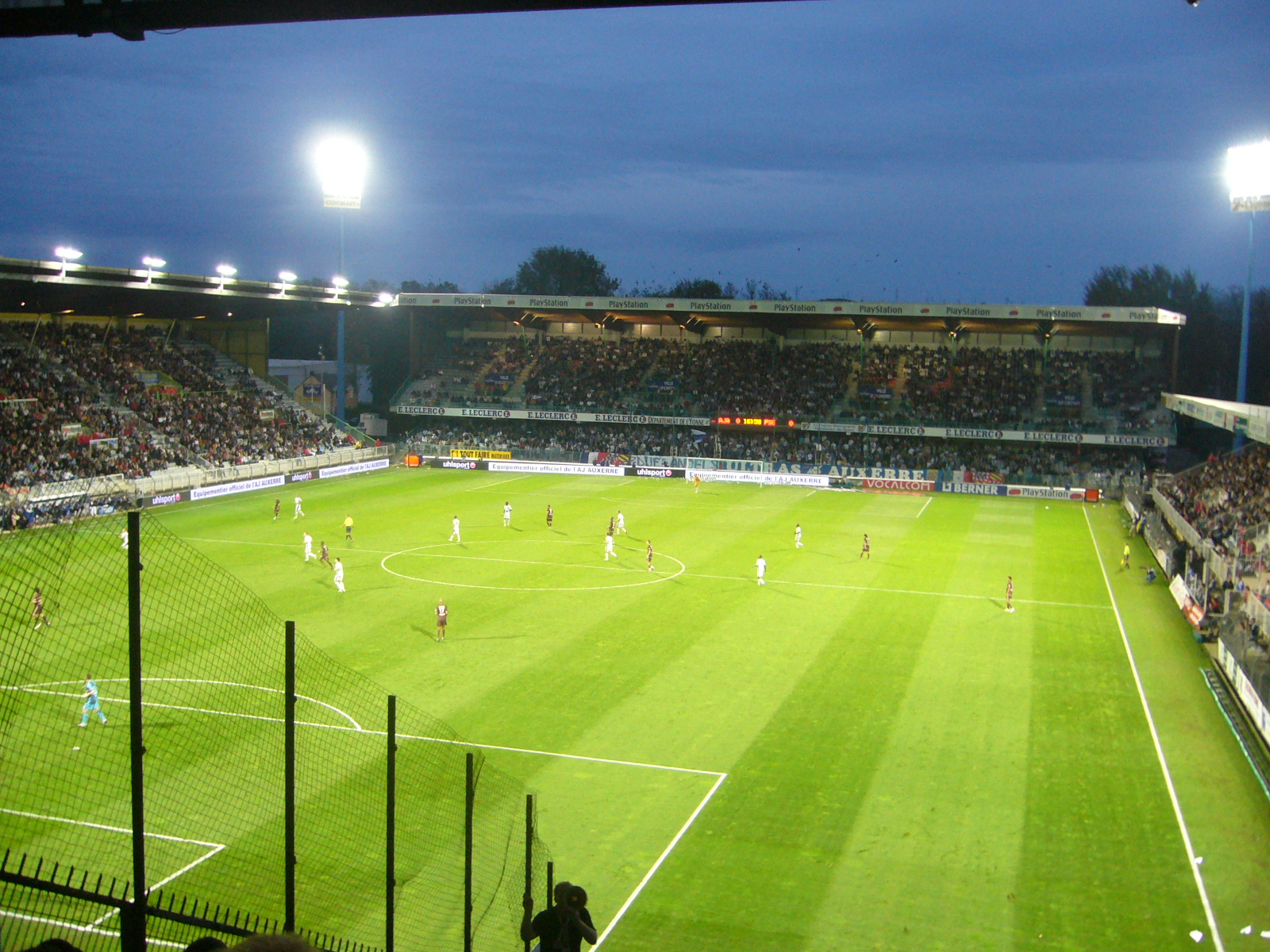
阿比迪甘斯球場

### 教育
欧塞尔属于第戎学区。截止2019年1月1日，欧塞尔境内共有8所幼儿园、15所小学、5所初级中学、4所普通高中和2所职业高中。2018至2019学年度，欧塞尔境内共有在校中小学生5,924名。
在高等教育方面，勃艮第大学在欧塞尔设有一个校区，此外还有一所应用技术学院（IUT），开始三个高职专业（DUT）和4个职业本科专业。

### 医疗
截止2019年1月1日，欧塞尔境内共有全科医生32名、保健师34名、牙医27名、护士48名、耳科医生3名、眼科医生4名、皮肤科医生3名、助产士5名、儿科医生4名和妇科医生5名。境内共有药房15家、养老院4家、残疾人帮扶中心8家。
欧塞尔中心医院（Centre Hospitalier d'Auxerre）是法国的一个区域性医疗系统，其主病区位于欧塞尔市区西部，设有床位572个，是当地规模最大的公立综合性医院。

### 住房
2017年，欧塞尔境内共有各类住房20,617套，其中83.3%为常住房屋。集中式居民区主要分布在市区西北部。

### 商业
2018年，欧塞尔境内共有各类实体商铺1,029家，其中餐厅165家、大型超市11家、杂货店23家、面包房28家、肉铺12家、书店14家、装饰品店3家、银行门店37家、美容美发店61家、汽车维修店56家。
欧塞尔市区北部建有大型开放式商业街区。

### 体育
2019年，欧塞尔境内共有3家游泳池、10间健身房、2座综合体育场、31处网球场、1处马术场、12处足球或橄榄球场、9处篮球或排球场以及0处高尔夫球场。
歐塞爾青年會是当地的一支足球队，成立于1905年，曾获得过1997年法国足球甲级联赛的总冠军和4次法国杯冠军，2020至2021赛季参加法国足球乙级联赛，其主场阿比迪甘斯球場可同时容纳超过1.8万名观众，是勃艮第地区规模最大的体育设施之一。
欧塞尔橄榄球俱乐部成立于1970年，2020至2021赛季参加法国第六级别的橄榄球联赛。
欧塞尔体育联盟则是当地一个包含了多个项目的综合性体育联盟。

### 环境
欧塞尔的环境事务由其所属的公共社区负责。2018年，欧塞尔境内共有10家污染企业。

### 治安
2018年，欧塞尔市镇范围内共有1处派出所和1处宪兵队。
2014年，欧塞尔及附近地区共发生各类案件3,341起，其中盗窃类案件1,789起，经济类案件574起，毒品交易类案件162起。

## 文化
2019年，欧塞尔境内共有1家剧场、1家电影院、3家博物馆和1家音乐厅。欧塞尔市政府提供多媒体中心，向公众全年开放。

### 建筑
欧塞尔是法国艺术与历史之城，境内有多处法国国家文物保护单位，其中欧塞尔主教座堂、圣日耳曼修道院、欧塞尔钟楼、圣日耳曼博物馆等为当地的代表性建筑物。

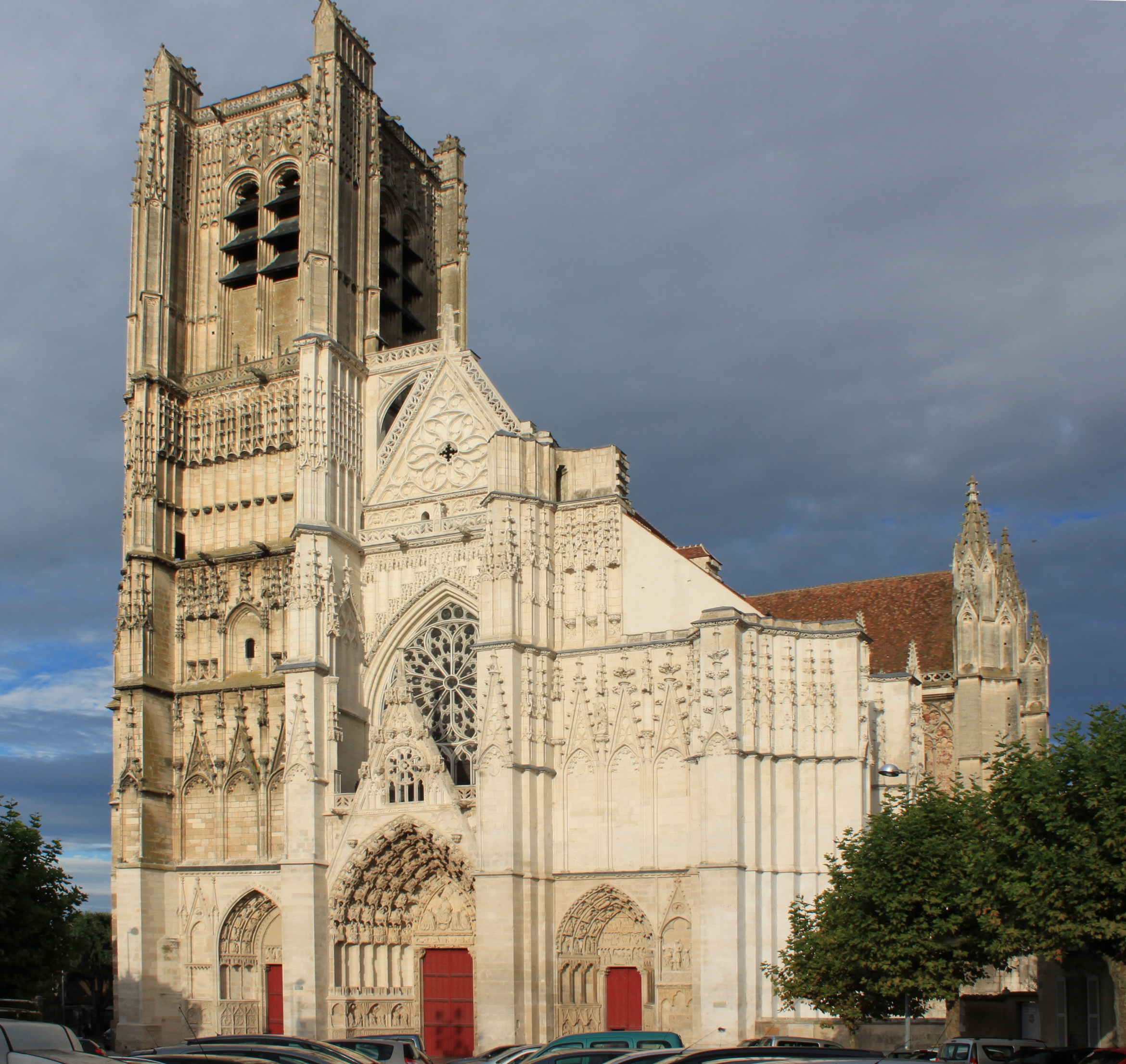
欧塞尔主教座堂
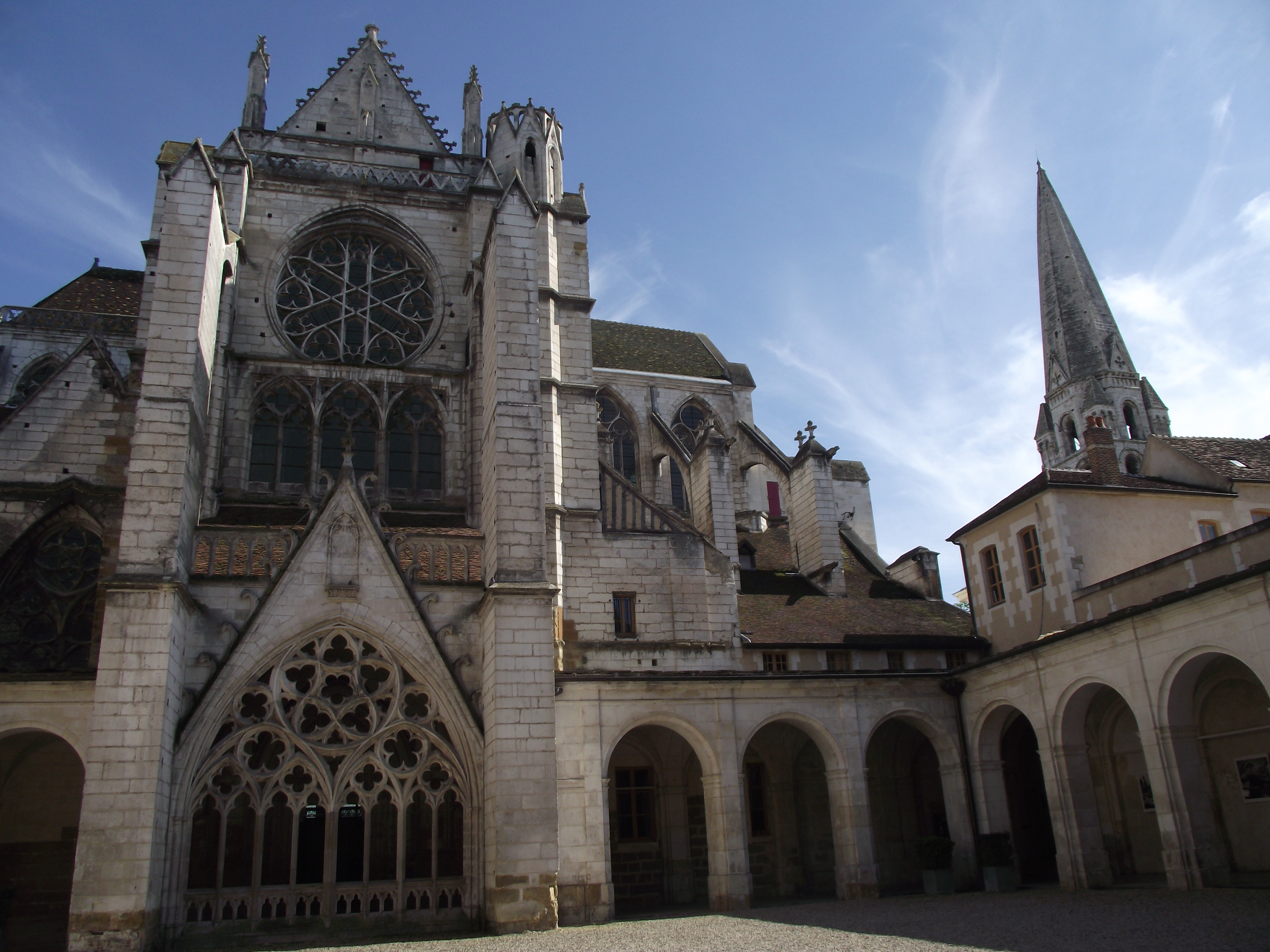
圣日耳曼修道院
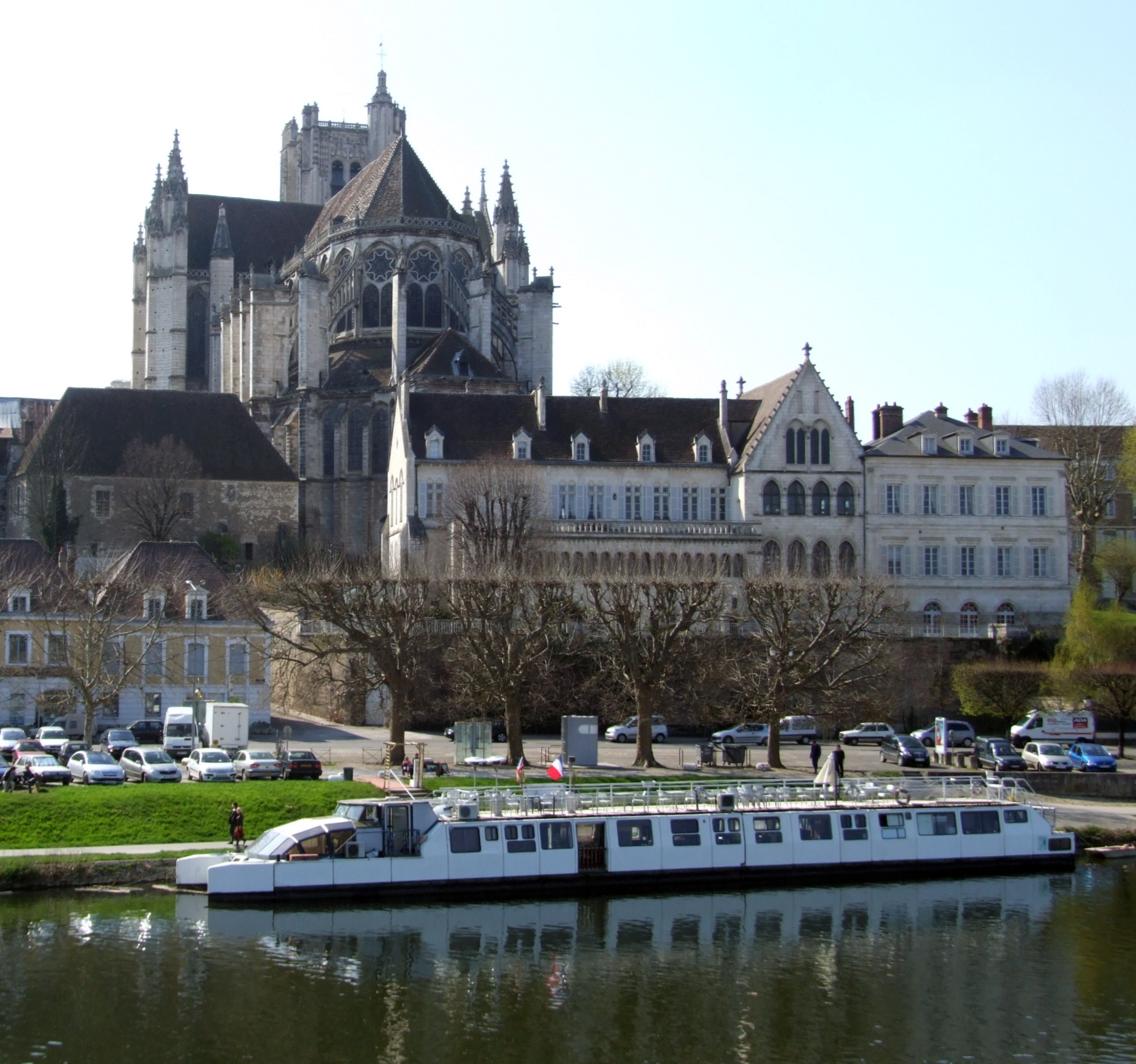
欧塞尔主教宫（法语：Palais épiscopal d'Auxerre）
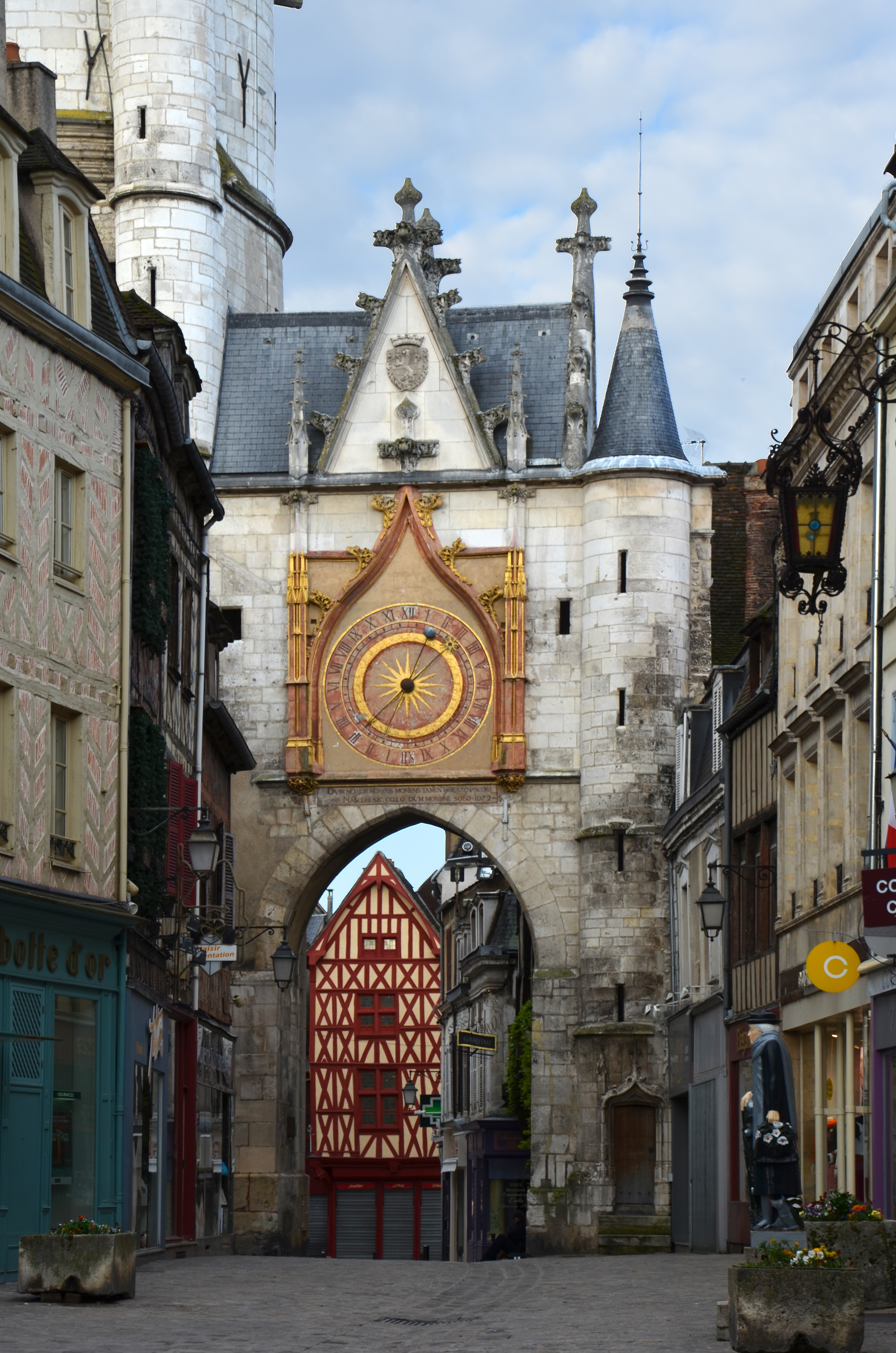
钟楼
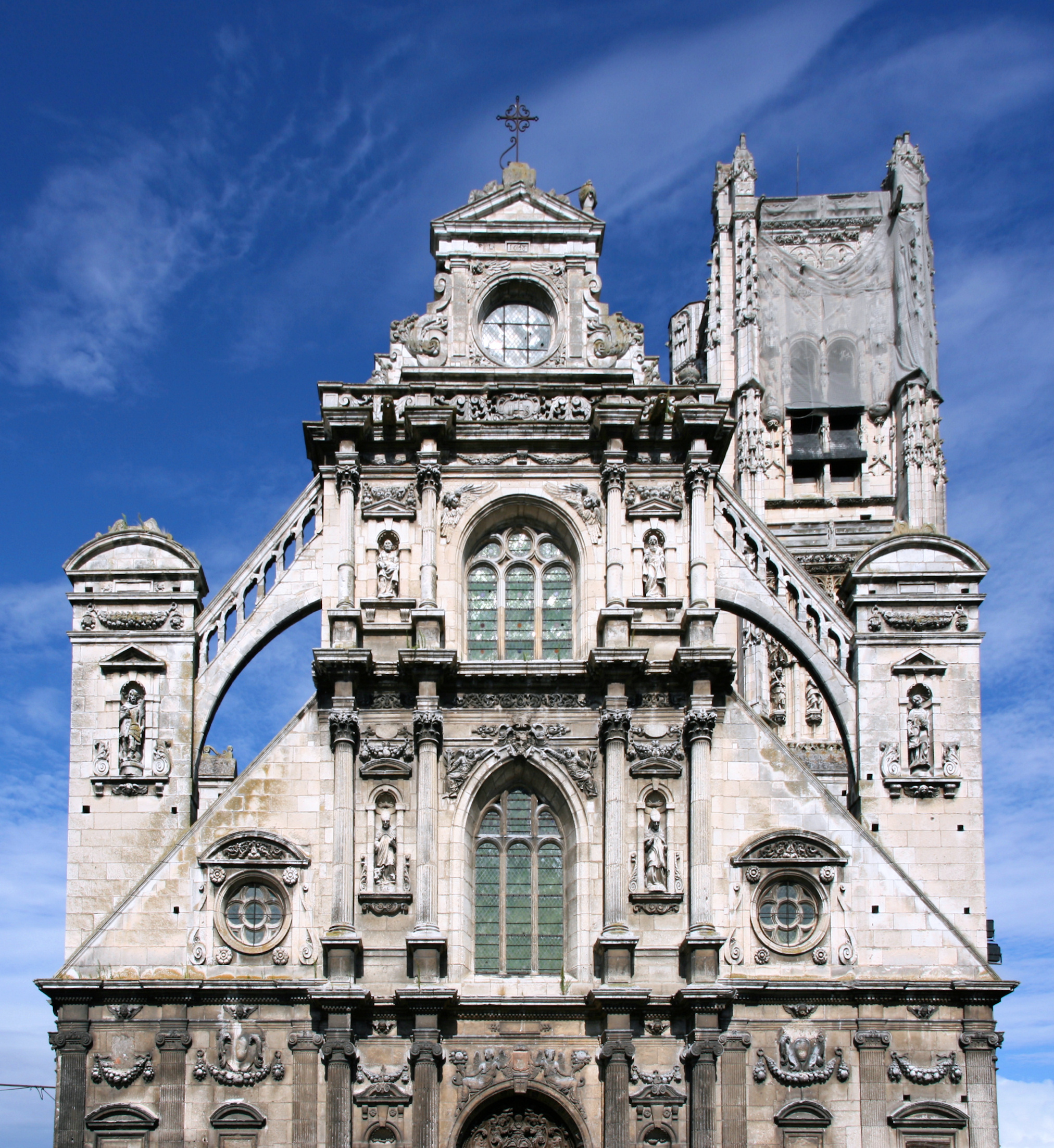
圣皮埃尔教堂
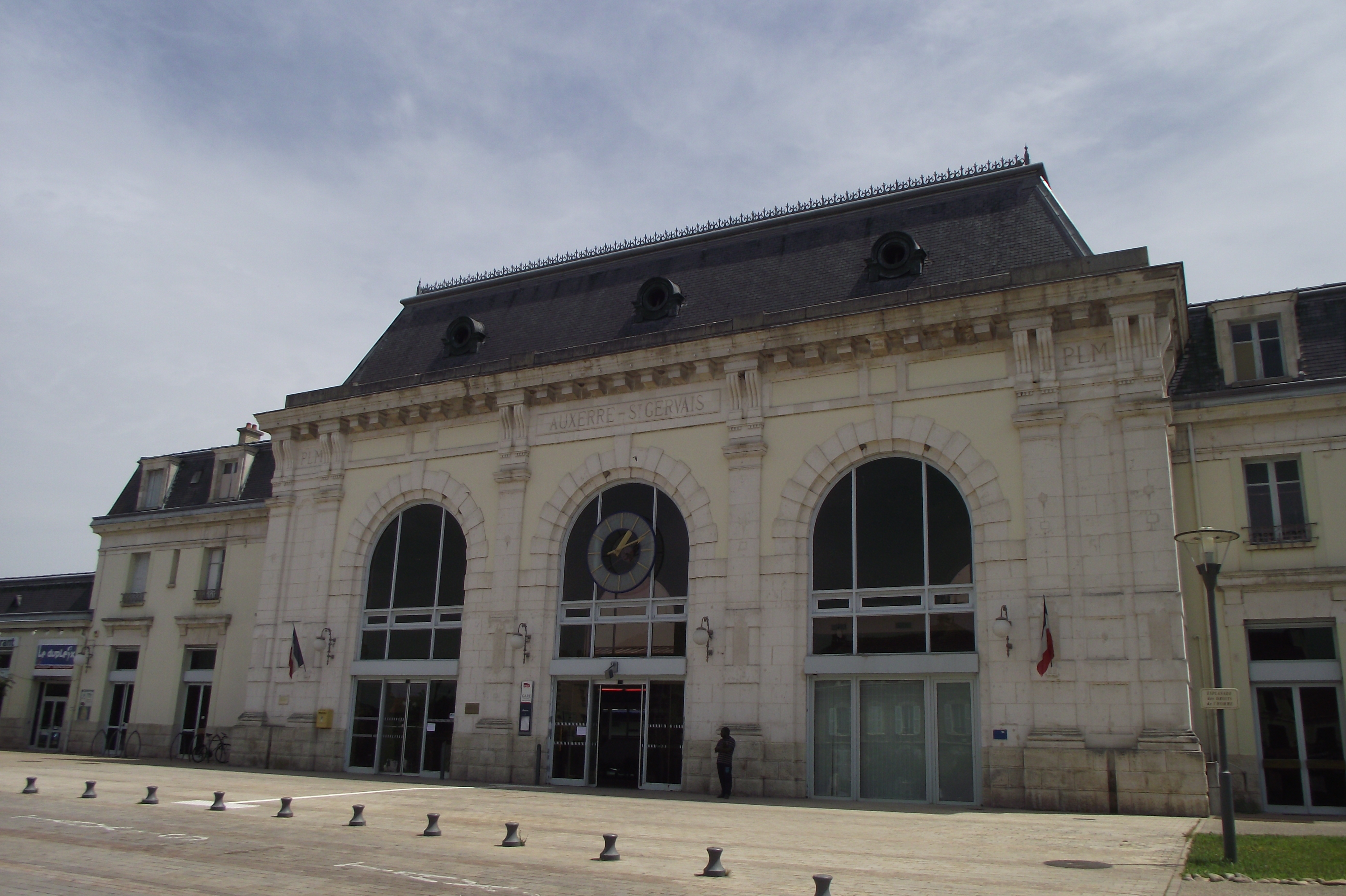
欧塞尔圣热尔韦站的主站房
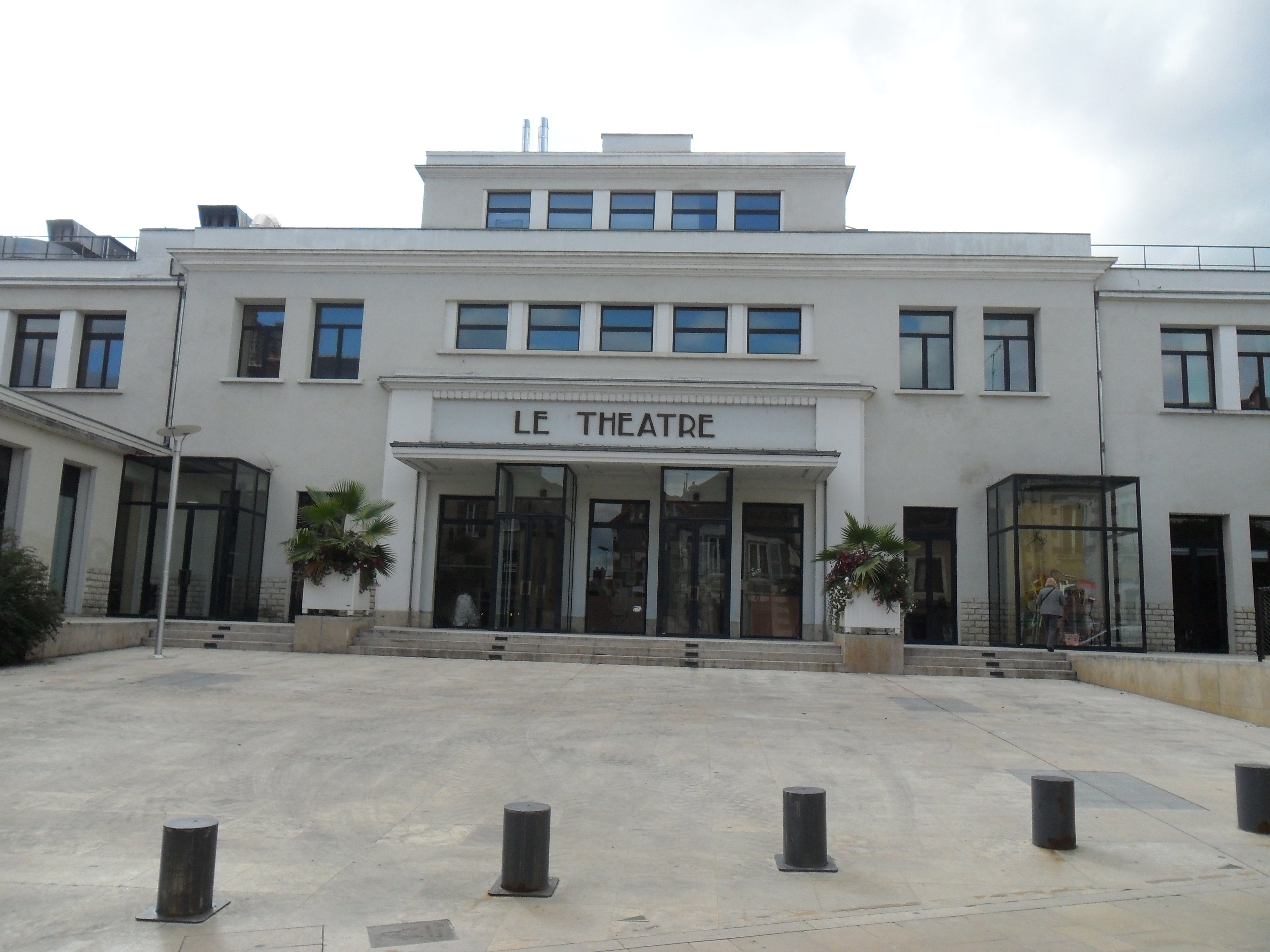
欧塞尔市政剧场

### 旅游
欧塞尔的旅游事务由其所属的公共社区负责。2020年，欧塞尔境内共有10家宾馆共计354间房间，另有1个露营地，可容纳共160辆露营车。

### 媒体
法国主要的媒体均可在欧塞尔接收，法国电视三台下属的勃艮第-弗朗什-孔泰大区频道在部分时段播出欧塞尔所属区域的地方新闻。
《约讷省共和党》是当地的一个地方性报社，总部设于欧塞尔，发行范围为整个约讷省。

### 葡萄酒
欧塞尔葡萄酒是勃艮第葡萄酒产区的组成部分，其中欧塞尔市镇范围内的欧塞尔山葡萄酒为区域地理保护标志。

## 相关人物
法国数学家约瑟夫·傅里叶、哲学家亨利·古耶、心理学家保罗·贝尔、女子射箭运动员贝朗热尔·舒以及连环杀人案主犯马塞尔·珀蒂奥出生于欧塞尔。
法国小说家杰曼·德·斯戴尔曾于1806年旅居欧塞尔。足球教练居伊·鲁自1961至2005年间在欧塞尔执教。

## 友好城市
截至2020年9月，欧塞尔共与六座城市互为友好城市关系：

| - 英格兰 雷迪奇 - 德国 沃尔姆斯 - 波蘭 普沃茨克 | - 菲尼斯泰尔省 罗斯科夫 - 上莱茵省 圣阿马兰 - 義大利 基安蒂地区格雷韦 |